# Rhodanthidium jerusalemicum
Rhodanthidium jerusalemicum là một loài Hymenoptera trong họ Megachilidae. Loài này được Mavromoustakis mô tả khoa học năm 1938. Rhodanthidium Jerusalemicum thuộc chi Rhodanthidium , và họ Megachilidae